# ستیز در ایتالیا
سیتز در ایتالیا (ایتالیایی: Lotte in Italia) فیلمی محصول سال ۱۹۷۰ ساخت ژان-لوک گدار و ژان-پیر گورین است.
ستیز در ایتالیا داستان یک دختر جوان ایتالیایی است که در ابتدای فیلم، خود را فردی «مارکسیست و عضو جنبش انقلابی» اعلام می‌کند و با وجود این، و به رغم عنوان فیلم، دقیقاً و واقعاً بر اساس موقعیت ویژه ای در ایتالیا یا در جای دیگر نیست. در واقع، ستیز در ایتالیا فیلمی است که می‌شد آن را در هر جای دیگری فیلمبرداری کرد (و بیشتر صحنه‌های آن در پاریس فیلمبرداری شد)، زیرا دربارهٔ موقعیتی است که فرضاً می‌تواند «در هر جا» ی دنیای پیشرفته سرمایه داری صنعتی وجود داشته باشد. از این رو، «ستیز در ایتالیا» به‌طور کلی، فیلمی عمداً آموزشی انتزاعی در مورد دشواری‌هایی است که دختر جوان مبارزی با پیشینه و وابستگی‌های بورژوایی باید برای رهایی خود از قید ایدئولوژی طبقه حاکم که در شعور آگاه و رفتار او نفوذ کرده‌است انجام دهد تا با این وسیله بتواند بر آن غلبه کند.
در بخش نخست فیلم، جنبه‌های گوناگون زندگی روزمره دختر جوان، با توضیحاتی که مرد گوینده می‌دهد، با عنوان مجاهدت، جامعه، خانواده، تمایلات جنسی و غیره مشخص می‌شود. لحظات زودگذر متعدد - همچون عکس‌های کارت پستال - او را در حال توزیع نشریات و جزوه‌ها، حمام گرفتن در آپارتمان خانوادگی و آن را در ضمن آرایش سر و صورت به خود اختصاص دادن، عشقبازی و غیره نشان می‌دهد، همچنان که بعداً اعتراف می‌کند، همه این‌ها نمایشگر «گزارشی بورژوایی دربارهٔ زنی بورژوا در تناقض و ضدیت با خود» است.